# Rodolfo Jáuregui
Rodolfo Jáuregui Espinoza (* 15. April 1943 in Guadalajara, Jalisco; † 17. November 2003 ebenda) war ein mexikanischer Fußballspieler, der in der Abwehr bzw. im defensiven Mittelfeld agierte.

## Laufbahn
Jáuregui durchlief den Nachwuchsbereich seines Heimatvereins Atlas Guadalajara, bei dem er um 1965 auch seinen ersten Profivertrag erhielt. In der Saison 1965/66 wurde er mit den Rojinegros Vizemeister der mexikanischen Liga und zu Beginn der Saison 1967/68 gewann er mit Atlas den mexikanischen Pokalwettbewerb.
Die Saison 1969/70 verbrachte er beim ebenfalls in  Guadalajara beheimateten Club Deportivo Oro.
1970 wechselte er in die nordmexikanische Stadt Torreón, wo er zunächst zwei Jahre beim CF Laguna unter Vertrag stand und seine aktive Laufbahn anschließend (1972/73) in Diensten des ebenfalls dort beheimateten CF Torreón ausklingen ließ.
Nach seiner aktiven Laufbahn arbeitete der gelernte Elektroingenieur lange für die ebenfalls in Torreón ansässige Metallgesellschaft Met Mex Peñoles. Am Ende seines Berufslebens kehrte er in seine Heimatstadt Guadalajara zurück, in der er im Alter von 60 Jahren an einer Hirnerkrankung starb.

## Erfolge
- Mexikanischer Vizemeister: 1965/66
- Mexikanischer Pokalsieger: 1967/68